# Тарнвар
Тарнва́р (рос. Тарнвар, чув. Тарăнвар) — селище у складі Ібресинського району Чувашії, Росія. Входить до складу Кіровського сільського поселення.
Населення — 116 осіб (2010; 128 у 2002).
Національний склад:
- чуваші — 100 %